# Novo Parlamento de Andorra
O Novo parlamento de Andorra (em catalão:  Nou parlament d'Andorra) ou Novo Conselho Geral de Andorra (em catalão:  Nou Consell General d'Andorra), é a sede do parlamento andorrano que substituiu a sede histórica da Casa do Vale em 2011. Está localizado à esquerda da Casa do Vale e nas proximidades do edifício administrativo do Governo de Andorra em Andorra-a-Velha, Andorra. O edifício abriga todas as sessões legislativas, exceto as tradicionais (sessões de Sant Tomàs e sessões constituintes em 21 de dezembro), que ainda são realizadas na Casa do Vale.

## História
Em 1996, durante a primeira legislatura constitucional, foi criada uma comissão para projetar uma nova sede para o Conselho Geral, localizada na Casa do Vale, que era pequena e parte de serviços parlamentares, como o Gabinete do Presidente, grupos parlamentares e comissões, mudou-se para um prédio próximo, a Casa del Benefici, que seria demolida em 2017. Em 2001, o Conselho, o Comú de Andorra-a-Velha e o governo assinaram um acordo para promover a construção do edifício. Em 2004, a primeira fase de escavação do terreno foi adjudicada por 3,7 milhões de euros, em 2007, a segunda fase, de construção de estrutura geral, por 6,4 milhões de euros e em 2008, a terceira fase, de arquitetura e instalações, por 17 milhões de euros. Finalmente, as obras custam cerca de 26 milhões de euros, um milhão a menos do que o esperado. A sede começou a operar em março de 2011 e os co-príncipes François Hollande e Joan Enric Vives a abriram oficialmente em 2014. 

## Dimensões
O edifício tem uma área de 16 000 m2 e 30 metros de altura, dimensões projetadas para acomodar o máximo de 42 conselheiros previstos na Constituição. Para construí-lo, 40 000 m3 de rocha tiveram que ser minerados e um quadrado de 1.300 m2 foi urbanizado. A casa conta com uma área de estacionamento com 4 400 m2 com capacidade de abrigar 65 veículos. Em frente ao edifício, existe uma praça de 1300 m2, que une o novo parlamento à Casa do Vale.